# Cabo Anselmo
José Anselmo dos Santos, mais conhecido como Cabo Anselmo, (Itaporanga d'Ajuda, 13 de fevereiro de 1942 - Jundiaí, 15 de março de 2022), foi um marinheiro, militante e delator brasileiro conhecido por liderar, em 1964, a Revolta dos Marinheiros, pouco tempo antes do golpe que derrubou o então presidente João Goulart e instaurou a ditadura militar brasileira; e, também, por ter sido agente duplo, colaborando com informações que levariam à tortura e à morte de diversos militantes de esquerda, dentre os quais sua namorada, Soledad Barrett Viedma, que carregava um filho seu.
Após esse período, Anselmo teve sua morte falsificada pelo regime e passou a viver sob uma identidade falsa. Retornou da "morte" em 1984, quando concedeu uma entrevista ao jornalista Octavio Ribeiro da Revista IstoÉ, concedendo diversas entrevistas nos anos subsequentes. Em 2004, pleiteou um pedido de indenização por ter, supostamente, sido perseguido pela ditadura antes de ter se tornado delator, o que lhe foi negado em 2012.
Anselmo faleceu em 15 de março de 2022 em Jundiaí, aos 80 anos de idade, vítima de uma infecção renal. Foi sepultado no dia seguinte sob o nome falso de "Alexandre da Silva Montenegro".

## Carreira na Marinha

Segundo a partir da esquerda, no Automóvel Clube

Entrou na Marinha através da Escola de Aprendizes-Marinheiros da Bahia, em 1958, servindo na graduação de marinheiro de primeira classe. Apesar do apelido, não era cabo; o título foi erroneamente atribuído por jornalistas. Em março de 1962 filiou-se à Associação dos Marinheiros e Fuzileiros Navais do Brasil (AMFNB), onde foi eleito diretor de relações públicas. A AMFNB era uma das principais associações de classe dentro dos movimentos dos subalternos militares, responsáveis também pela revolta dos sargentos de 1963. Ela exigia direitos negados aos marinheiros e fuzileiros navais abaixo da graduação de cabo, como o casamento, voto e uso de trajes civis fora do expediente, e a reforma dos regulamentos disciplinares.
Em abril de 1963 foi eleito presidente da Associação graças à desistência de três outros candidatos mais fortes. Sua eleição foi apoiada por uma facção mais militante que criticava o presidente anterior, João Barbosa de Almeida, por sua atitude conciliatória. Anselmo é conhecido entre a esquerda e os militares como líder mais radical, mas pelas fontes dos marinheiros, o mais combativo era o vice-presidente Marcos Antônio da Silva Lima. Segundo Pedro Viegas, cabo envolvido em A Tribuna do Mar, o jornal da AMFNB, Anselmo tinha função principal como representante de relações públicas, com o poder efetivo nas mãos de Marcos Antônio. Depoimentos dos marinheiros são unânimes em afirmar a habilidade oratória de Anselmo. Ele ganhou notoriedade e a Associação crescia rapidamente. Ela radicalizou-se à esquerda, aproximou-se de movimentos de fora da Marinha e apoiou as reformas propostas pelo presidente João Goulart. Ao mesmo tempo, entrou em conflito com o Conselho do Almirantado. A Marinha dispersou os diretores para dificultar a reunião. Em janeiro de 1964, Anselmo foi transferido do Centro de Instrução da Marinha para uma pequena unidade em terra, isolado da massa dos marinheiros.
Como parte do conflito com as autoridades navais, protestou contra o ministro da Marinha Sílvio Mota no Sindicato dos Bancários, em 20 de março de 1964. Nos dias seguintes o ministro respondeu com ordens de prisão a diretores da Associação, incluindo Anselmo. Por já ter sido enquadrado várias vezes no regulamento disciplinar, sua expulsão da Marinha já era esperada. Ele e outros dois diretores ficaram escondidos para participarem do 2º aniversário da Associação, marcado para 25 de março no Sindicato dos Metalúrgicos, no Rio de Janeiro. Na presença dos marinheiros e de amplos setores civis, como os sindicalistas do Comando Geral dos Trabalhadores (CGT), Anselmo pronunciou um discurso redigido com a ajuda de Carlos Marighella e representativo das causas da esquerda da época.
O marinheiro Otacílio dos Anjos Santos e o cabo Cláudio Ribeiro sugeriram a permanência dos marinheiros dentro do Sindicato em solidariedade aos diretores presos. O ministro da Marinha determinou a prontidão rigorosa, exigindo a presença de todo o pessoal em suas unidades, mas essa ordem foi desobedecida. A esse ponto o aniversário já havia se tornado rebelião. Seu desfecho foi a nomeação de um novo ministro da Marinha, o almirante Paulo Mário da Cunha Rodrigues, que anistiou os marinheiros. Em 30 de março, Anselmo foi destaque na reunião no Automóvel Clube, na presença de Goulart.
A anistia concedida pelo governo, mais do que o discurso de Anselmo, ofendeu a oficialidade. Os jornais registravam que o próprio presidente da República incentivava a quebra da disciplina e hierarquia militares. A preocupação com a disciplina permitiu aos conspiradores militares conseguirem o apoio dos legalistas, unificando as Forças Armadas contra o presidente e abrindo o caminho para a deflagração do golpe de Estado ao final do mês. Anselmo tentou resistir ao golpe, recolhendo armas no Corpo de Fuzileiros Navais e levando-as ao Sindicato dos Metalúrgicos com a ajuda do sindicalista Hércules Corrêa. Ele traçou planos junto com os outros diretores e o apoio da União Nacional dos Estudantes e operários marítimos.

## Acusações de ser agente infiltrado antes do golpe
Somente após a prisão nos anos 70, na qual teria sido supostamente coagido e torturado, Anselmo reconhece ter aceitado trabalhar para o Governo Militar, quando infiltrou-se em grupos de esquerda e movimentos sindicalistas. Porém, havia suspeitas de que antes de 1964, Anselmo já fosse um agente infiltrado nesses movimentos, sendo sua função fornecer informações para os órgãos de repressão do governo. Tal suspeita tem base em depoimentos como o do policial Cecil Borer, ex-diretor do Departamento de Ordem Política e Social (DOPS) do Rio de Janeiro. Cecil afirma que Cabo Anselmo já possuía treinamento específico para trabalhos de infiltração antes do golpe militar.
Apesar de negativas de Anselmo e seus apoiadores, citam-se evidências documentais das próprias Forças Armadas de que ele realmente já fosse agente de infiltração, antes de 1964 e da Revolta dos Marinheiros. Um documento do Centro de Informações da Aeronáutica, datado de 1966, corrobora as afirmações de Borer de que a fuga de Anselmo naquele ano foi falsa. Já o chefe do Serviço Federal de Informações e Contrainformação no governo Goulart, Ivo Acioly Corseuil, declarou em 1977 que Anselmo era à época agente da Central Intelligence Agency (CIA) americana. Segundo o fuzileiro naval Narciso Júlio Gonçalves, ele e outros companheiros suspeitavam à época de Anselmo ser um agente provocador.
No século XXI, a explicação da Revolta dos Marinheiros como obra de um agente provocador tornou-se comum, mas é criticada por novos estudos que preferem enfatizar o contexto social dentro da Marinha. Mais ainda, questionam que Anselmo fosse de fato agente provocador. Flávio Luís Rodrigues, autor de Vozes do Mar (2004), então o único livro de um historiador voltado especificamente para o movimento dos marinheiros, não encontrou evidência para as acusações de Corseuil e afirma que a associação à CIA, citada “até recentemente”, é feita sem uma análise profunda do movimento. Anderson da Silva Almeida, outro historiador dos marinheiros, também não encontrou evidência documental da CIA, DOPS ou Centro de Informações da Marinha (CENIMAR) e caracteriza as acusações como uma interpretação que trata os marinheiros como enganados, desconsidera a totalidade dos eventos e ignora a relação da Revolta com a esquerda e a sociedade. Para outro trabalho, “Muitos interpretaram as atitudes de Anselmo em 1964 em função de suas atitudes em 1969, sem jamais apresentar fontes, no máximo, o conhecido “ouvi dizer”.”
Roberto Ferreira Teixeira de Freitas, diretor do CENIMAR em 1964, nega veementemente as acusações de Borer. Segundo Antônio Duarte dos Santos, que politizou Anselmo e ajudou a trazê-lo à AMFNB, não há prova de que ele fosse agente dentro da Marinha, ele não era a autoridade mais importante entre os marinheiros e nem mesmo tem tanta importância histórica. O cabo Pedro Viegas, argumentando com base nas circunstâncias da eleição de Anselmo em 1963, não vê sentido em afirmar que ele trabalhasse à época para a Marinha. Para Raimundo Porfírio da Costa, delegado da Associação e Cabos e Marinheiros do Brasil, as acusações são forma de menosprezar o movimento; Anselmo concorreu por insistência de outros marinheiros e todas as suas ações foram resultado de deliberação coletiva.

## Ações durante a ditadura militar
Com a vitória do golpe, teve seus direitos políticos suspensos por dez anos pelo Comando Supremo da Revolução. A AMFNB foi dissolvida, e todos os seus dirigentes, expulsos da Marinha. Anselmo foi julgado pelos crimes de motim e revolta. Chegou a ser preso, mas fugiu, exilando-se por último em Cuba e voltando ao Brasil somente em 1970, quando tornou-se membro atuante do movimento guerrilheiro brasileiro que combatia a ditadura. Acabou preso por Sérgio Paranhos Fleury e levado para o DOPS.
Mesmo considerada apenas sua atuação assumida como agente da repressão, Anselmo levantou com sucesso uma grande quantidade de dados sobre os movimentos dos guerrilheiros brasileiros, resultando na prisão, morte e tortura de vários de seus integrantes. Entre eles, estava a noiva de Anselmo, Soledad Barrett Viedma, grávida de quatro meses. Mesmo assim, Anselmo, que seria "justiçado" e assassinado pelos companheiros da noiva, a entregou para o delegado Sérgio Paranhos Fleury. Soledad não resistiu as torturas e morreu.
Após sua função de agente infiltrado ser descoberta pelos guerrilheiros, Anselmo desapareceu entre 1972 e 1973, época em que foi dado oficialmente como morto, pelas forças de segurança do Governo Militar.

## Volta após a redemocratização
A desconfiança a respeito de sua morte desapareceu a partir do momento em que a entrevista concedida por Anselmo ao jornalista Octavio Ribeiro foi publicada pela Revista Isto É, na edição de 28 de março de 1984.
Foi também entrevistado pelo jornalista Percival de Souza, em 1999. A 30 de agosto de 2009, Cabo Anselmo participa ainda do programa Canal Livre, da Rede Bandeirantes de Televisão.
Participou ainda do Programa Roda Viva da TV Cultura, a 17 de outubro de 2011. Na entrevista revelou detalhes sobre episódios ocorridos durante a ditadura e afirmou não sentir culpa por entregar militantes.

## Aposentadoria
Cabo Anselmo pleiteava uma identidade formal, pois desde que foi cassado nunca mais conseguiu documentos que provassem ser ele José Anselmo dos Santos. Requereu junto ao Governo de São Paulo o pagamento da indenização devida aos que foram presos e torturados no Estado durante a ditadura militar.
O ex-marinheiro reivindicava ainda uma aposentadoria condizente com o posto que ocuparia hoje na Marinha, que seria o de suboficial aposentado. O argumento de Anselmo é que a indenização da Comissão de Anistia não deve beneficiar apenas os militantes de esquerda. Ele alegava que todos que foram de alguma forma prejudicados ou cassados em seus postos em razão do golpe militar deveriam ser contemplados.
O então ministro durante o Governo Lula, Paulo Vannuchi, afirmou em 2009 que era remota a possibilidade de Cabo Anselmo vir a receber qualquer tipo de indenização ou aposentadoria. Ele afirmou que a reivindicação de Anselmo não procede porque desde o início da ditadura o ex-marinheiro teria sido um agente do Estado.

## Morte
Anselmo morreu aos 80 anos de idade, num hospital de Jundiaí, devido a uma infeção renal.